# Arajik Mirzojan
Arajik Mirzojan (ur. 29 lipca 1987) – ormiański sztangista, wicemistrz Europy.
Największym jego sukcesem jest srebrny medal mistrzostw Europy w Kazaniu (2011) w kategorii do 77 kg. W dwuboju osiągnął 347 kg. Zwycięzca zawodów, Turek Semih Yagci wygrał masą ciała.

## Wyniki
| Rok  | Zawody             | Miasto | Miejsce | Kategoria | Wynik  |
| ---- | ------------------ | ------ | ------- | --------- | ------ |
| 2011 | Mistrzostwa Europy | Kazań  | 2       | 77 kg     | 347 kg |